# 7 Days in Hell
7 Days in Hell (Brasil: 7 Dias no Inferno) é um mocumentário estadunidense de 2015, dirigido por Jake Szymanski e roteirizado por Murray Miller para a HBO e 8 de julho na HBO Now.